# Tinamú dels tepuis
El tinamú dels tepuis (Crypturellus ptaritepui) és una espècie d'ocell de la família dels tinàmids (Tinamidae) que viu a la selva humida per sobre dels 1350 m, al sud-est de Veneçuela, a la zona de Tepui, al sud-est de Bolívar.